# University of Wisconsin-Madison
University of Wisconsin–Madison (også kaldet University of Wisconsin, Wisconsin, UW, UW–Madison eller blot Madison) er et offentligt land-grant universitet i Madison, Wisconsin, USA. UW–Madison blev grundlagt, da Wisconsin fik status af delstat i 1848, og er det officielle delstatsuniversitet i Wisconsin og flagskibscampus for University of Wisconsin System. Det var det første offentlige universitet i Wisconsin og er fortsat det ældste og største offentlige universitet i delstaten. UW–Madison blev en land-grant institution i 1866. Universitets hovedcampus, som er på 378 hektar, ligger ved bredden af Lake Mendota og omfatter fire nationale historiske vartegn. Universitetet ejer og driver også det 486 hektar store arboret University of Wisconsin–Madison Arboretum, som ligger 6 km syd for hovedcampus, og som også er et nationalt historisk vartegn.
UW–Madison er organiseret i 13 skoler og colleges. Dens akademiske programmer omfatter 136 bacheloruddannelser, 148 kandidatuddannelser og 120 ph.d.-programmer.
Wisconsin er et af de tolv stiftende medlemmer af Association of American Universities, en selektiv gruppe af store forskningsuniversiteter i Nordamerika. Det betragtes som en Public Ivy, og er klassificeret som et R1 University. UW–Madison var hjemsted for den fremtrædende "Wisconsin School" inden for både økonomi og diplomatisk historie. National Science Foundation rangerede UW–Madison på en 8. plads blandt amerikanske universiteter med hensyn til udgifter til forskning og udvikling i 2022 med 1,52 milliarder dollars. I marts 2023 havde 20 nobelpristagere, 41 Pulitzer-prisvindere, 2 Fields-medaljevindere og 1 Turing Award- modtager været tilknyttet UW–Madison som studerende, ansatte eller forskere. Det er også en førende producent af Fulbright Scholars og MacArthur Fellows. Pr.  november 2018 havde 14 administrerende direktører for Fortune 500 -virksomheder studeret på UW–Madison, det største antal for et universitet i USA.
Universitets sportshold som hedder Wisconsin Badgers konkurrerer i 25 sportsgrene i NCAA Division I Big Ten Conference og har vundet 31 nationale mesterskaber. Wisconsin studerende og alumner har vundet 50 olympiske medaljer (heraf 13 guldmedaljer).